# Martha Stewartová
Martha Helen Stewartová, rozená Kostyrová (* 3. srpna 1941) je americká obchodnice, novinářka a televizní moderátorka.
V USA se proslavila svou talkshow Martha (známou též jako The Martha Stewart Show), napsala řadu knižních bestsellerů (o vaření, péči o domácnost apod.), založila ženský časopis Martha Stewart Living. V době studií byla modelkou firmy Chanel. V obchodní oblasti je považována za průkopnici elektronického obchodu (založila úspěšnou společnost Martha Stewart Living Omnimedia), byla však též zapletena do kriminálního případu kolem farmaceutické firmy ImClone roku 2004 („ImClone stock trading case“). Byla zatčena a odsouzena na 5 měsíců, pro zneužití interních informací v obchodě s akciemi. Po svém návratu z vězení se vrátila do vedení své společnosti i na televizní obrazovky. Neustále rozvíjí svůj byznys – kavárny, rozvážku jídel dle jejích receptů, další TV show...
V USA je symbolem péče o domácnost, jako taková se objevila i v jedné z epizod seriálu Simpsonovi (472. díl: The Fight Before Christmas).